# Campagnolo

Campagnolo — італійська компанія, яка спеціалізується на виробництві компонентів для шосейних велосипедів. Штаб-квартира знаходиться у місті Віченца, Італія.

## Діяльність
Компанія випускає повний спектр навісних компонентів — системи перемикання швидкостей, касети, системи шатунів, ланцюги, манетки, гальма, педалі; та інші запчастини — підсідельні штирі, тримачі для фляг, тукліпси та інше; а також алюмінієві та карбонові колеса.

## Історія
Компанія була заснована велогонщиком Туліо Компаньоло в 1933 році, який на основі власного досвіду придумував ідеї щодо вдосконалення велосипеда. Багато з них пізніше перетворилися в революційні продукти, такі як: механізм швидкого зняття колеса, задній і передній перемикачі швидкостей та багато інших.  Загалом  Туліо Компаньоло запатентував  близько 135-ти винаходів.
В кінці 1950-х років компанія Campagnolo почала виробництво автомобільних коліс з надлегких магнієвих сплавів для відомих марок Alfa Romeo і Maserati, а також виконували замовлення для НАСА. 
В розробках компонентів велосипеда компанія зосередилась на мініатюризації, надійності та  можливості швидкої заміни запасних частин велосипеда.
У 1990-і роки фірма випускала компоненти для MTB велосипедів. Однак в ті роки головний конкурент фірма Shimano дуже швидко розвивалась, і внаслідок цього Campagnolo вирішила зосередитися тільки на шосейному обладнанні.

## Класифікація

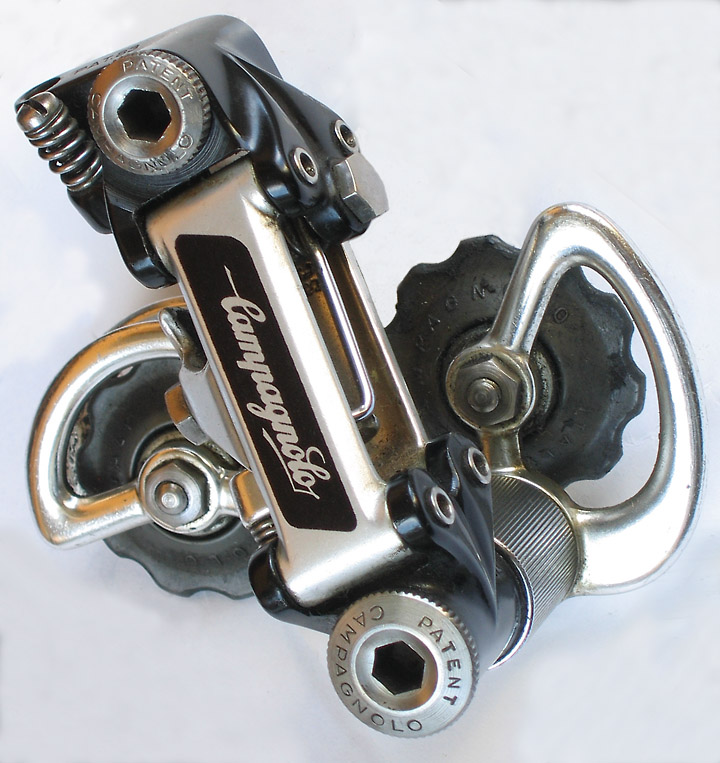
Задній перемикач Campagnolo Super Record (1983)

Велосипедні компоненти, які випускає компанія Campagnolo, поділено на групи в залежності від їх надійності, ваги та інших якостей. Список груп (від найдешевшої до найдорожчої):
- Xenon — початковий рівень, касета на 9 зірок;
- Mirage — любительський рівень, касета на 9 зірок, в компонентах частково використовується пластик;
- Mirage — любительський рівень, касета на 10 зірок, основний матеріал компонентів — алюміній;
- Veloce — любительський рівень, касета на 10 зірок, основний матеріал — алюміній (легший, ніж у групі Mirage);
- Centaur — напівпрофесійний рівень, касета на 10 зірок, частково використовується карбон;
- Chorus — напівпрофесійний рівень, касета на 10 зірок;
- Athena — напівпрофесійний рівень, касета на 11 зірок, механічна система перемикання передач;
- Chorus — професійний рівень, касета на 11 зірок, механічна система перемикання передач;
- Record — професійний рівень, касета на 11 зірок, механічна система перемикання передач;
- Super Record — професійний рівень, касета на 11 зірок, механічна система перемикання передач;
- Athena EPS — напівпрофесійний рівень, касета на 11 зірок, електронна система перемикання передач;
- Record EPS — професійний рівень, касета на 11 зірок, електронна система перемикання;
- Super Record EPS — професійний рівень, касета на 11 зірок, електронна система перемикання.